# Howard O. Sturgis
Howard Overing Sturgis (* 30. Januar 1855 in London; † 7. Februar 1920 in Windsor, Berkshire) war ein US-amerikanischer Schriftsteller.

## Leben und Werk
Sturgis wurde 1855 in London als jüngster Sohn von Russell Sturgis (1805–1887), einem reichen Kaufmann aus Boston, Massachusetts, geboren. Einer seiner Halbbrüder war der Schriftsteller Julian Sturgis (1848–1904). Als Gäste der Familie lernte er als Kind bereits Henry Adams, William Makepeace Thackeray und Henry James kennen, wobei letzterer ein persönlicher Freund und Mentor für ihn wurde. Sturgis wuchs in England im Wohlstand auf und besuchte Eton und Cambridge; nach dem Tod seiner Eltern erwarb er in der Nähe von Eton ein Anwesen und empfing dort, zusammen mit seinem Lebenspartner William Haynes-Smith (dem Sohn von William Haynes-Smith), häufig einen großen Freundeskreis, unter ihnen Henry James, Edith Wharton und George Santayana.
Sturgis verfasste drei Romane, von denen zwei von homosexueller Thematik geprägt sind. Der erste Roman Tim: A Story of School Life erschien anonym 1891 (dt. 1895; NA 2009 unter dem Titel Tim) und basiert auf seinen unglücklichen Erfahrungen in Eton, der dritte, Belchamber von 1904, gilt als sein Meisterwerk, war aber im Gegensatz zu den beiden ersten Romanen kein Verkaufserfolg und wurde außer von Wharton auch von seinen Freunden nicht goutiert; er blieb deshalb Sturgis’ letzte größere Arbeit. Lediglich eine Kurzgeschichte wurde zu Lebzeiten noch veröffentlicht.
Ein schwuler Zeitgenosse der nächsten Generation, E. M. Forster (1879–1970), hat einen Sketch über Sturgis verfasst; andererseits kann Sturgis’ Tim als Vorläufer des Maurice von Forster gesehen werden, der schon 1913/14 (22 Jahre nach Erscheinen von Tim) verfasst, aber erst 1971 postum veröffentlicht wurde.

## Bibliografie
- Tim: A Story of School Life. Roman. Macmillan and Co, London / New York 1891. (Reprint: Mondial, New York, ISBN 978-1-59569-130-9)
  - dt.: Tim. Roman. üb. v. Natalie Rümelin u. m. e. Nachw. von Wolfram Setz. Männerschwarm Verlag, Hamburg 2009, ISBN 978-3-939542-48-3.
- All That Was Possible. Briefroman. McIlvaine, London 1895. (Reprint: Mondial, New York 2009, ISBN 978-1-59569-129-3)
- Belchamber. Roman. London 1904. (Reprint: New York Review Books, New York 2008, ISBN 978-1-59017-266-7)
- On the Pottlecombe Cornice. Kurzgeschichte. 1908.